# Josef Štainochr
Josef Štainochr (19. března 1899 Nové Dvory u Pacova – 20. června 2003 Tábor) byl český akademický malíř a hudebník. Jeho příjmení se vyskytuje rovněž v podobách: Štajnochr, Stainochr a Steinocher.

## Život
Vystudoval Akademii výtvarných umění v Praze. Byl žákem profesorů Josefa Loukoty, Jakuba Obrovského a Vratislava Nechleby. Školu absolvoval v roce 1925. Vytvářel kresby uhlem a pastelem, dále portrétní a figurální malbu, krajiny a zátiší.
Před rokem 1950 se zabýval divadlem a založil několik orchestrů, krom toho se zabýval sochařstvím a vyučoval ruštinu, kreslení a hudbu na středních školách. Krátce byl asistentem na AVU. Podílel se na organizaci Salonu jihočeských výtvarníků v Sezimově Ústí. Byl členem Sdružení jihočeských výtvarníků.
Vystavoval na kolektivních výstavách 1938-1950, jeho díla jsou zastoupena ve sbírkách Alšově jihočeské galerii v Hluboké nad Vltavou a Krajské galerii výtvarného umění ve Zlíně.

## Po nástupu komunismu
Po nástupu komunistického režimu musel přestat vystavovat. 17. listopadu 1954 byl zatčen a ve vykonstruovaném procesu odsouzen na deset let vězení. Jeho manželka se po dobu jeho věznění musela sama starat o tři děti a slepého otce.

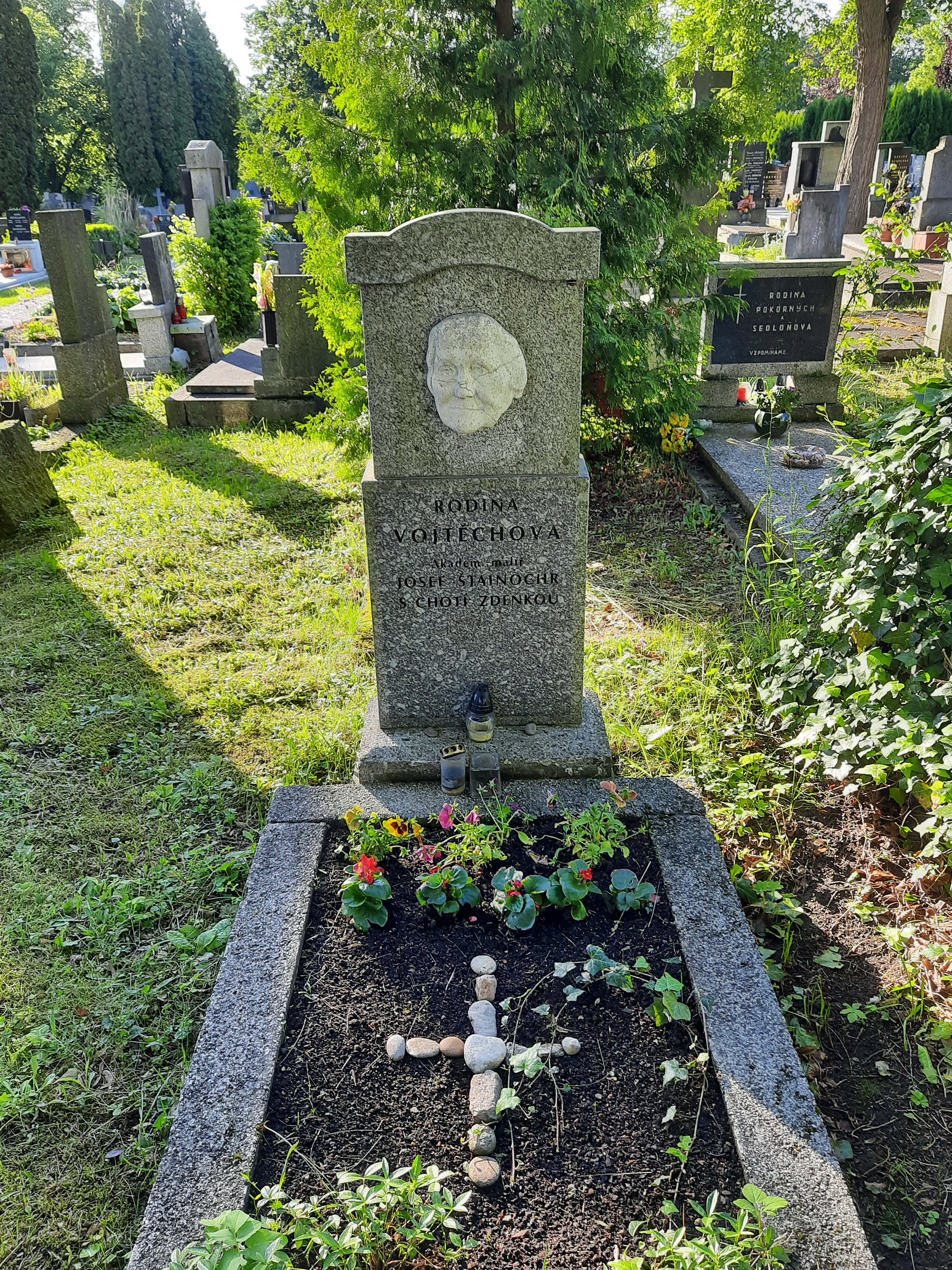
Hrob J. Štainochra a jeho ženy Zdenky na Novém hřbitově v Táboře

Po propuštění pracoval až do svých devadesáti let jako vrátný. Zemřel roku 2003 v Táboře a pohřben byl na zdejším Novém hřbitově.